# Ulus (district)
Ulus is een Turks district in de provincie Bartın en telt 24.288 inwoners (2007). Het district heeft een oppervlakte van 706,9 km². Hoofdplaats is Ulus.
De bevolkingsontwikkeling van het district is weergegeven in onderstaande tabel.
| 1997   | 2000   | 2007   |
| ------ | ------ | ------ |
| 32.246 | 28.822 | 24.288 |